# Jielong-3

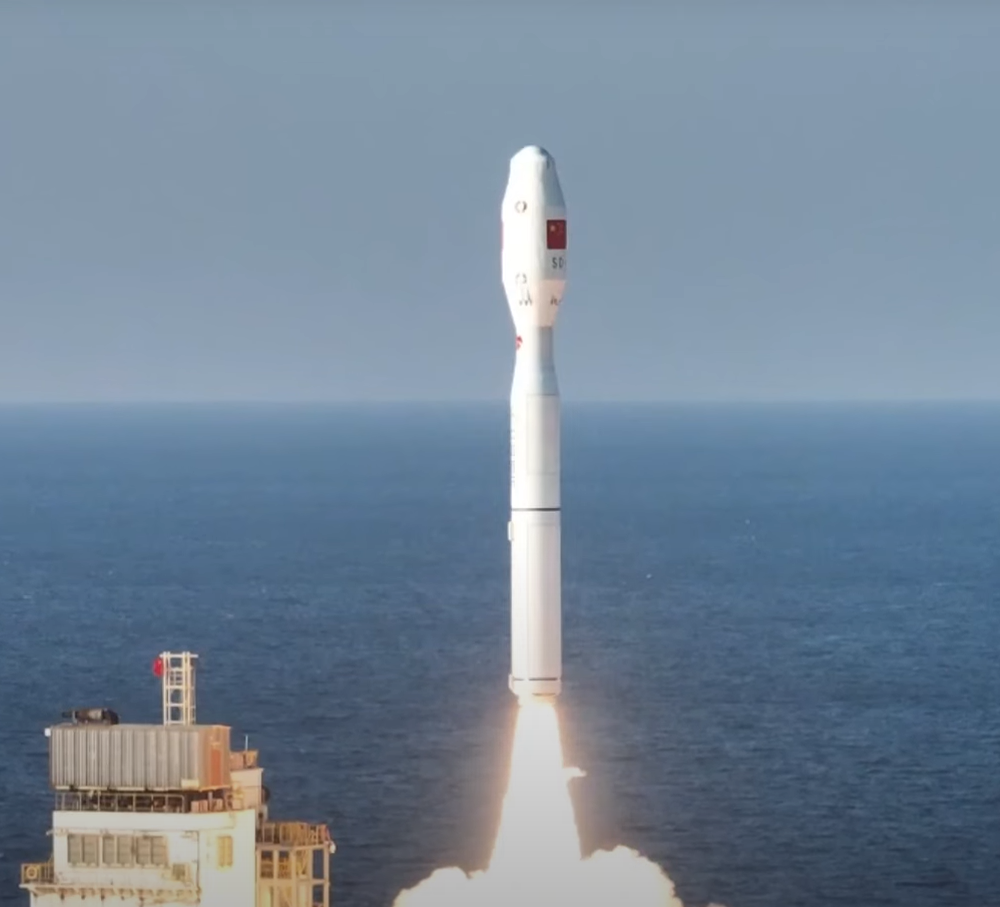
Jielong-3

Jielong-3 (chinesisch 捷龍三號 / 捷龙三号, Pinyin Jiélóng Sānhào, englisch Smart Dragon 3, „Behender Drache 3“), kurz SD-3, ist eine mittelschwere Feststoffrakete der Chinesischen Akademie für Trägerraketentechnologie, die von deren Tochterfirma Chinarocket vermarktet wird. Sie wird zum Start von Kleinsatelliten verwendet.

## Geschichte
Die Chinarocket GmbH ist eine kommerzielle Ausgliederung der staatlichen Akademie für Trägerraketentechnologie (CALT), die ihrerseits die Führungsgesellschaft der China Aerospace Science and Technology Corporation für das Geschäftsfeld Trägerraketen ist. 1998 gegründet, um für die Firma internationale Kontakte zu knüpfen und Import-Export-Geschäfte abzuwickeln, verlegte man sich Ende 2018 auf die Entwicklung von preisgünstigen Trägerraketen, die kleinere Lasten mit einer kurzen Vorbestellzeit ins All befördern sollten. Eine „Tenglong“ genannte Serie von Raketen mit Flüssigkeitstriebwerken war angedacht, zunächst begann man jedoch mit einer Serie von Feststoffraketen, die „Jielong“ heißen sollten.
Ursprünglich waren drei Jielong-Raketen geplant: die Jielong-1 mit einer Länge von 19,5 m und einer Startmasse von 23 t, die Jielong-2 mit einer Länge von 21 m und einer Startmasse von 60 t, und die Jielong-3 mit einer Länge von 31 m und einer Startmasse von 116 t.
Die Jielong-1 absolvierte am 17. August 2019 ihren Erstflug,
das Projekt der Jielong-2 wird seit September 2021 nicht mehr weiterverfolgt.
Am 16. Juli 2019 hatten die Chinesische Akademie für Trägerraketentechnologie und die Regierung der bezirksfreien Stadt Yantai, Provinz Shandong, ein strategisches Rahmenabkommen über den Bau des Ostchinesischen Raumfahrthafens in dem Küstenort Haiyang unterzeichnet. Hierbei handelte es sich nicht nur um Hafenanlagen für die Verladung von Raketen für Seestarts, sondern um ein ganzes Industriegebiet, wo die Raketen vor Ort entwickelt und gebaut werden sollten.
2020 stellte die CALT dort eine Endmontagehalle für ihre Feststoffraketen vom Typ Langer Marsch 11 fertig, ein Jahr später errichtete Chinarocket dann die erste Montagehalle für die Jielong-3, die im März 2022 die Bauabnahme bestand.
Nach Erweiterung durch eine zweite Halle sollen dort bis zu 20 Raketen pro Jahr hergestellt werden.
Der Erstflug der Rakete, bei dem 14 Kleinsatelliten ins All befördert wurden, erfolgte am 9. Dezember 2022.
Der 99 m lange und 15 m breite Rettungsschlepper Beihai Jiu 118 (北海救118) schleppte eine schwimmende Plattform vom Ostchinesischen Raumfahrthafen in Haiyang an der Südküste von Shandong zu einer Position bei 123,7° östlicher Länge und 37,3° nördlicher Breite, etwa auf halber Strecke zwischen der östlichen Spitze der Shandong-Halbinsel und der Westküste Nordkoreas. Die Steuerung des Startablaufs erfolgte von der Beihai Jiu 118 aus.

## Aufbau und technische Daten
Die Jielong-3 ist eine vierstufige Rakete mit Feststoffantrieb. Sie ist 31,8 m hoch; die erste und zweite Stufe haben einen Durchmesser von 2,65 m, die schlankere dritte Stufe 2 m. Der Durchmesser der Nutzlastverkleidung beträgt 3,35 m, optional wird eine Nutzlastverkleidung mit 2,9 m Durchmesser angeboten.
Damit gehört sie neben der im Januar 2024 erstmals gestarteten Yinli-1 des Privatunternehmens Orienspace und der im Juli 2022 erstmals gestartete Lijian-1 der Chinesischen Akademie der Wissenschaften zu den größten Feststoffraketen Chinas.
Die erste Stufe der Jielong-3 besitzt ein von der Akademie für Feststoffraketentriebwerkstechnik entwickeltes und 2019 für den Einsatz freigegebenes Triebwerk mit einer Schubkraft von 2000 kN; eine aus kohlenstofffaserverstärktem Kunststoff hergestellte Röhre ist mit 71 t Festtreibstoff gefüllt.
Die Rakete kann bis zu 20 Satelliten im Gesamtgewicht von 1,5 t in eine sonnensynchrone Umlaufbahn von 500 km Höhe befördern.
Bei der großen Halbachse der angestrebten Bahn der einzelnen Satelliten wird eine Genauigkeit von 5 km erreicht, bei der numerischen Exzentrizität eine Genauigkeit von 0,005 und bei der Inklination eine Genauigkeit von 0,1°. Bei voller Nutzlast beträgt das Startgewicht der Rakete 140 t. Die Lageregelungstriebwerke der Jielong-3 werden von der Akademie für Flüssigkeitsraketentriebwerkstechnik hergestellt. Sie sind an der Außenwand der 4. Stufe angeordnet und erzeugen einen tangentialen Schubvektor.
Die Jielong-3 ist primär für Seestarts vom Ostchinesischen Raumfahrthafen vorgesehen. Sie wird von der Montagehalle im Norden von Haiyang waagrecht liegend auf ein Startschiff gebracht. Dort wird die mit ihren ersten beiden Stufen in einer gitterförmigen Startvorrichtung, sozusagen einem Startturm steckende Rakete aufgerichtet und kann auch bei stärkerem Seegang starten.
Zunächst will man bei jedem Start einzeln in See stechen. Langfristig ist jedoch geplant, auf einem seit dem 29. Oktober 2021 im Bau befindlichen, größeren Startschiff mehrere Raketen mitzuführen und dann nacheinander zu starten.
Die Jielong 3 ist dafür ausgelegt, bis zu Seegang der Stufe 4 (mäßig bewegte See, Windstärke 5) über das Meer transportiert zu werden; bei höherem Seegang muss das Transportschiff einen Hafen aufsuchen oder an einem sicheren Ort auf Reede liegen. Das war beim zweiten Start der Rakete am 5. Dezember 2023 relevant, der vor der Küste von Yangjiang im Süden der Provinz Guangdong erfolgte. Um das vom Ostchinesischen Raumfahrthafen gut 1300 Seemeilen entfernte Startgebiet zu erreichen, benötigte das Startschiff Borun Jiuzhou (博润九州号), ein 154 m langer und 42 m breiter Frachter mit einem Tiefgang von 4,5 m, fünfeinhalb Tage.
Das Startschiff besaß eine Überdachung, unter der die Rakete während dieser Zeit vor Kälte und Feuchtigkeit geschützt war.
Während zum Beispiel die ebenfalls von schwimmenden Plattformen startende, kleinere Feststoffrakete Langer Marsch 11H mit Pressluft aus einer Startröhre geschleudert wird und das Triebwerk erst in einer gewissen Höhe über dem Schiff zündet (im Fachjargon „Kaltstart“ bzw. 冷发射 genannt), zündet die Jielong-3, wie eine landbasierte Rakete am Startturm, direkt auf dem Deck, ein sogenannter „Heißstart“ (热发射). Der Heißstart hat den Vorteil, dass nur ein einfacher Gitterturm benötigt wird und Starts mehrerer Raketen in relativ rascher Abfolge möglich sind.
Außerdem ist er schonender für die Nutzlasten.
Beim Erstflug der Rakete wurde der zum Start halb getauchte Seeleichter Tairui verwendet, der seit 2019 bei Seestarts zum Einsatz kommt. Für die Jielong-3 hatte man an den Leichter eine aus dem Deck über das Wasser hinausragende Plattform angebaut.
In der Plattform befand sich unterhalb der Rakete ein Loch von gut 2 m Durchmesser, durch das die Verbrennungsgase entweichen konnten, die dann durch ein darunter montiertes keilförmiges Element nach zwei Seiten weggelenkt wurden.

## Startliste
Dies ist eine Liste aller Jielong-3-Starts, Stand 11. August 2025.
| Lfd. Nr. | Datum (UTC)         | Startplatz           | Nutzlast | Art oder Zweck der Nutzlast | Orbit, Inklination  | Anmerkungen                                     |
| -------- | ------------------- | -------------------- | --- | --- | ------------------- | ----------------------------------------------- |
| 1        | 9. Dez. 2022 06:35  | Gelbes Meer          | Jilin 1 Gaofen 03D47 – 50 Dongpo 8 – 10 Jilin 1 Pingtai 01A01 Tianqi 7 Fengtai Shaonian 2 HEAD 2H Jinzijing 1-05/06 Huoju 1-01 | 4× Erdbeobachtung 3× Erdbeobachtung Erdbeobachtung Internet der Dinge Amateurfunksatellit AIS-Empfänger 2× Erdbeobachtung TE/Biologie | 531 × 550 km, 97,5° | Erfolg Erstflug der Jielong 3                   |
| 2        | 5. Dez. 2023 19:24  | Südchinesisches Meer | WHJSW | TE/Satelliteninternet | 904 × 922 km, 86°   | Erfolg Erster Seestart vor der Küste Guangdongs |
| 3        | 3. Feb. 2024 03:06  | Südchinesisches Meer | Dongfang Huiang-01 DRO-L Weihai-1 01, 02 Xingshidai 18−20 Zhixing-2A Nexsat-1                                                  | Fernerkundung TE/Kommunikation Fernerkundung/Komm. SAR-Fernerkundung TE/Erdbeobachtung                                                | 520 × 507 km, 97,4° | Erfolg                                          |
| 4        | 24. Sep. 2024 02:31 | Südchinesisches Meer | Tianyi 41 Xingshidai 15, 21, 22 Fudan 1 Tianyan 15 Jitianxing A01 Luojia-4 01                                                  | | 440–510 km, 97,4°   | Erfolg                                          |
| 5        | 13. Jan 2025 03:00  | Südchinesisches Meer | Weili Kongjian 01 | 10× Navigation | 652 × 635 km, 97,6° | Erfolg                                          |
| 6        | 8. Aug. 2025 16:31  | Südchinesisches Meer | Geesat 4-01 bis 4-11 | 11× Navigation | 603 × 585 km, 50,0° | Erfolg                                          |

„TE“ steht für „Technologieerprobung“, also den Test neuer Satellitentechnik.